# Anolis wattsi
Anolis wattsi är en ödleart som beskrevs av  George Albert Boulenger 1894. Anolis wattsi ingår i släktet anolisar, och familjen Polychrotidae.

## Underarter
Arten delas in i följande underarter:
- A. w. forresti
- A. w. schwartzi
- A. w. wattsi

## Bildgalleri

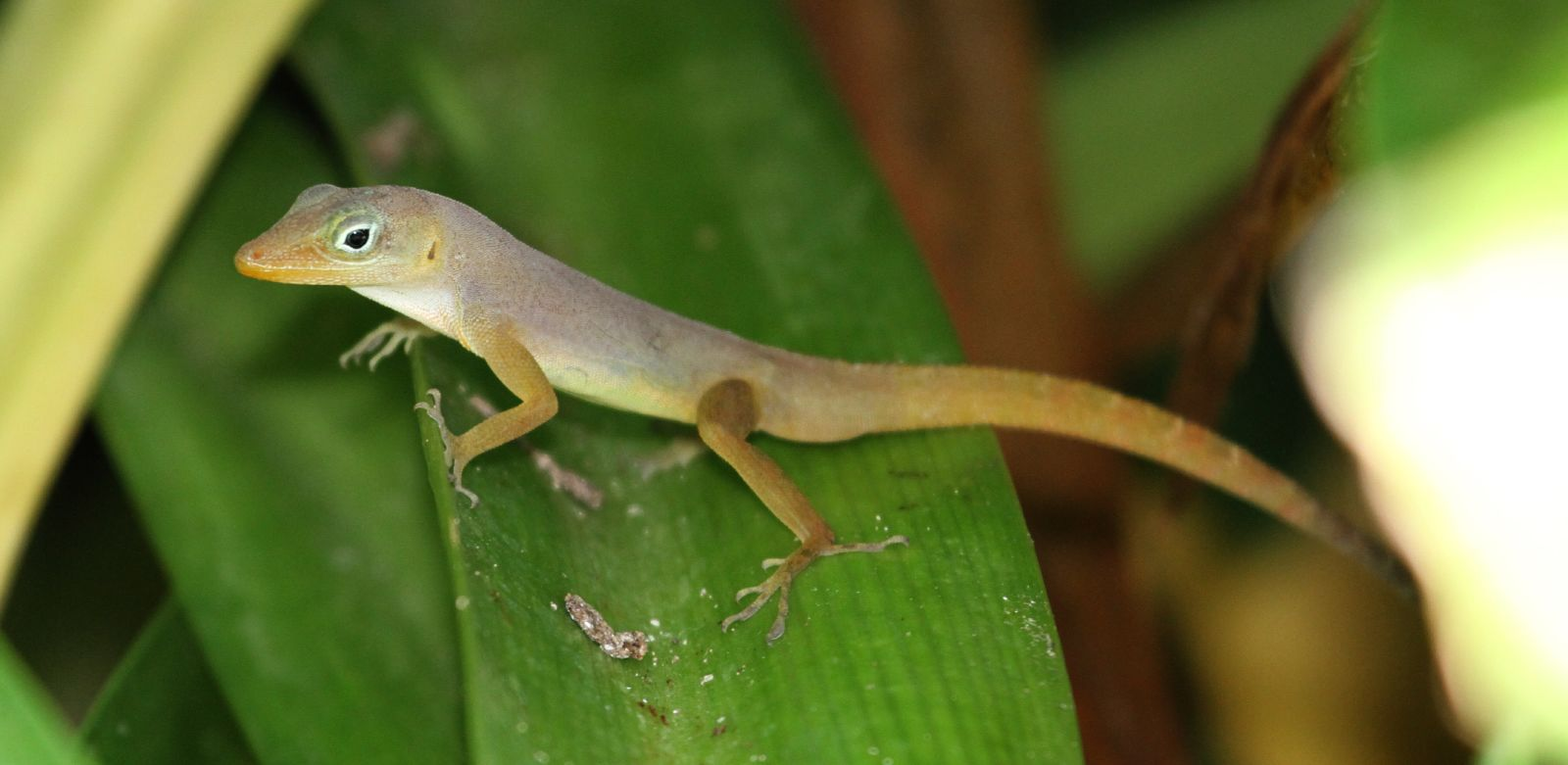